# Копейщики

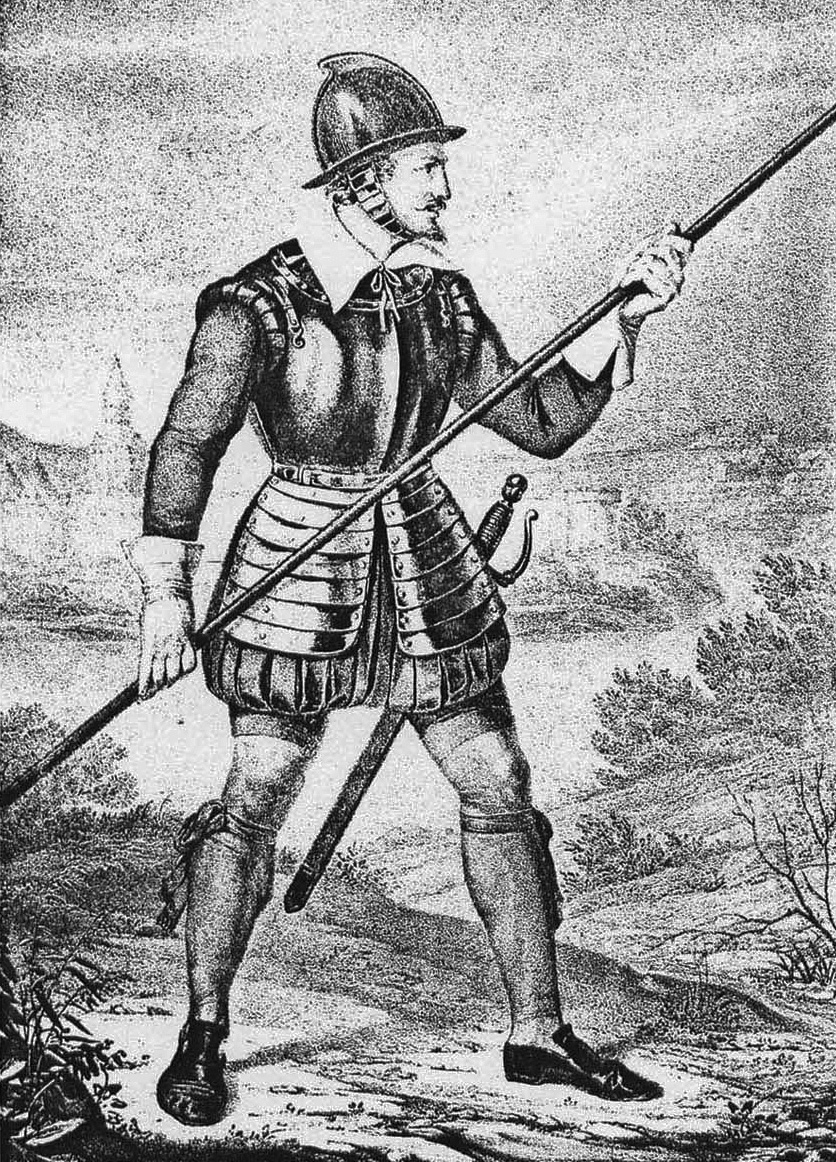
Немецких полков копейщик, в XVII столетии.

Копейщики — формирования постоянного состава в пехоте и коннице в армиях Русского, Немецких и других европейских государств в XVII веке, основным вооружением которых являлись копья.

## Неоднозначность освещения
По отписке и по книгам из Белагорода окольничего и воевод князя Григорья Григорьевича Ромодановского с товарыщи октября в 15 день нынешнего 171-го году Белогородцкого полку [8] великого государя ратных людей по их смотру сентября в 18 день нынешняго же 171-го году на лицо.
Стряпчей 1 ч., дворян 2 ч., жильцов 6 ч., голов 3 ч., есаулов 46 ч., завоеводчиков 75 ч.; /24 л./ всего 133.
Капейного строю.
В 1-м полку.
Маеор Петр Дмитреев сын Стромичевской, а у него в полку: ротмистр 1 ч., капитан и порутчик 1 ч., порутчиков 5 ч., прапорщиков 8 ч., квайтеймейстров 5 ч., обозных 2 ч., копейщиков 560 ч.; всего 583 ч.
Во 2-м полку.
Полуполковник Еремей Ондреев сын Марлент, /25 л./ а у него в полку: маеор 1 ч., ротмистров 4 ч., …— Сметные росписи государевым людям всех полков и перечневая выписка о сборе полуполтинных денег 171 года.

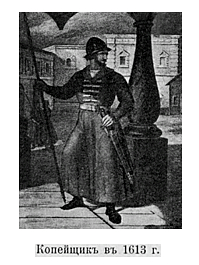
Рис. из «ВЭС»

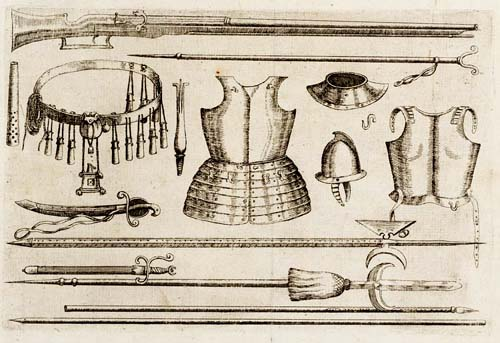
Вооружение и снаряжение мушкетёров и пикинёров

В некоторых источниках имеются разногласия о том, к какому роду войск принадлежали формирования копейщиков.
Энциклопедический словарь Брокгауза и Ефрона указывает на то, что копейщики являлись частью пехоты. В свою очередь, Военная энциклопедия Сытина утверждает, что формирования копейщиков были частью конницы и пехоты.
По мнению Малова А. В., путаница в определениях возникла в первом печатном воинском уставе («Учение и хитрость ратного строя пехотных людей»), изданного в 1647 году. При переводе с немецкого на русский язык устава, разработанного Иоганном Якоби фон Вальхаузеном, термин «пикинёры», имеющий отношение только к пехоте, был передан русским словом «копейщики». В дальнейшем разные историки относили копейщиков исключительно к коннице и именовали их либо «конными пикинёрами», либо просто «пикинёрами». Отсутствие, на взгляд Малова, в документальных источниках упоминаний «копейщиков» как «пикинёров», свидетельствует о том, что тип оружия, применяемого пикинёрами («копья долгие списы» или «долгие списы»), в русских документах представлялся исключительно оружием пехоты.

## Создание и назначение формирований копейщиков
Создание формирований копейщиков являлось частью комплексной задачи по формированию регулярной армии нового типа в Русском государстве, которой ранее не было. Регулярная армия создавалась по стандартам западной военной школы: перенимались тактика и штатная структура войск, для обучения привлекались западные военные советники. Инициативу по внедрению западного военного искусства проявил царь Алексей Михайлович. По его замыслу, следовало создать два солдатских (наёмных пехотных) полка, обученных по европейским методикам, под руководством иностранных военных специалистов.
Потребность в реформировании армии возникла по истечении в 1633 году срока Деулинского перемирия, когда у Русского государства появились планы по подготовке к войне с Речью Посполитой с целью возвращения территорий Смоленского, Черниговского и Новгород-Северского княжеств. Центром этих оккупированных территорий являлся хорошо укреплённый город Смоленск. Но войска русского государства были плохо приспособлены к ведению осады крепостей, не имели соответствующего опыта и нуждались в реорганизации и переподготовке. В апреле 1630 года в несколько городов были отправлены предписания о наборе рекрутов для военной подготовки в Москве у иностранных военных советников в двух сформированных солдатских полках, по тысяче солдат в каждом, получивших название «полки иноземного строя» (или «полки нового строя»).
Первоначальный замысел сформировать полки за счёт рекрутов из числа боярского сословия не увенчались успехом. Правительство вынуждено было расширить круг сословий, принимаемых в рекруты, допустив к вербовке в солдаты татар, казаков и другие категории подданных. К декабрю 1631 года в два полка было набрано 3323 человека. Штат каждого полка (именуемого солдатским) был определён в 1600 рядовых и 176 командиров («начальных людей»). В составе каждого полка было восемь рот. В каждой роте, кроме офицерских должностей, числились 200 рядовых солдат, из которых 120 были вооружены пищалями (пищальники или мушкетёры) и 80 являлись копейщиками. К началу 1632 года количество полков было увеличено до шести. Кроме того, к 1632 году был создан один рейтарский (кавалерийский) полк.

У нашего великого государя, против его государских недругов, рать собирается многая и несчётная, а строения бывает разного:
многие тысячи копейных рот устроены гусарским строем;
другие многие тысячи копейных рот устроены гусарским, конным, с огненным боем, рейтарским строем;
многие же тысячи с большими мушкетами, драгунским строем;
а иные многие тысячи солдатским строем.
...
То у нашего великого Государя ратное строение.— Описание Русского войска, данное Козимо Медичи, во Флоренции, стольником И. И. Чемодановым (посол в Венеции), в 1656 году.
.
Дальнейшие упоминания о копейщиках относят их только к подразделениям в составе конницы. В 1662 году в Белгородском разрядном полку было создано два отдельных полка копейщиков. В функциональном плане копейщики были тесно связаны с рейтарами: в составе полков копейщиков присутствовал эскадрон рейтаров, а в составе рейтарского полка имелся эскадрон копейщиков.
К концу периода царствования Фёдора Алексеевича число полков «иноземного строя» дошло до 63, из которых 38 были солдатскими и 25 — конными драгунскими, также называемыми копейно-рейтарскими.
Назначением копейщиков являлся ближний бой, в связи с чем копейщики в бою выдвигались впереди рейтаров.